# Драго Јововић (рукометаш)
Драго Јововић (2. децембар 1954 — 2002) биo је југословенски и српски рукометаш.
У каријери је играо за Врбас и Црвенку.
Био је члан сениорске рукометне репрезентације Југославије и капитен олимпијске репрезентације. Учествовао је на Летњим олимпијским играма 1980. године у Москви (6 место). На Светском првенству 1978. у Данској с репрезентацијом је освојио пето место. Има освојено злато на Медитеранским играма 1979. године у Сплиту.
Дворана Центар за физичку културу у Врбасу, носи име по Драги Јововићу. Почетком 2019. године, откривена је његова биста која је постављена на платоу испред Центра за физичку културу. Сваке године у Врбасу се организује Меморијални рукометни турнир који је посвећен Јововићу.